# Драйден (Вірджинія)
Драйден (англ. Dryden) — переписна місцевість (CDP) в США, в окрузі Лі штату Вірджинія. Населення — 986 осіб (2020).

## Географія
Драйден розташований за координатами 36°46′33″ пн. ш. 82°56′39″ зх. д. / 36.77583° пн. ш. 82.94417° зх. д. (36.775879, -82.944057).  За даними Бюро перепису населення США в 2010 році переписна місцевість мала площу 18,55 км², з яких 18,27 км² — суходіл та 0,28 км² — водойми.

## Демографія
Згідно з переписом 2010 року, у переписній місцевості мешкало 1208 осіб у 450 домогосподарствах у складі 299 родин. Густота населення становила 65 осіб/км².  Було 518 помешкань (28/км²).
Расовий склад населення:
| - 97,7 % — білих - 0,7 % — азіатів - 0,5 % — чорних або афроамериканців - 0,1 % — корінних американців |

До двох чи більше рас належало 1,0 %. Частка іспаномовних становила 0,3 % від усіх жителів.
За віковим діапазоном населення розподілялося таким чином: 22,4 % — особи молодші 18 років, 63,8 % — особи у віці 18—64 років, 13,8 % — особи у віці 65 років та старші. Медіана віку мешканця становила 39,6 року. На 100 осіб жіночої статі у переписній місцевості припадало 109,0 чоловіків;  на 100 жінок у віці від 18 років та старших — 105,7 чоловіків також старших 18 років.
Середній дохід на одне домашнє господарство  становив 50 231 долар США (медіана — 39 893), а середній дохід на одну сім'ю — 62 784 долари (медіана — 55 625). За межею бідності перебувало 14,6 % осіб, у тому числі 16,0 % дітей у віці до 18 років та 13,1 % осіб у віці 65 років та старших.
Цивільне працевлаштоване населення становило 532 особи. Основні галузі зайнятості: освіта, охорона здоров'я та соціальна допомога — 23,9 %, транспорт — 17,5 %, сільське господарство, лісництво, риболовля — 10,5 %, мистецтво, розваги та відпочинок — 8,5 %.